# Straßenbahn Montpelier–Barre
Die Straßenbahn Montpelier–Barre war ein Überlandstraßenbahnbetrieb im US-Bundesstaat Vermont, der von 1898 bis 1927 bestand und die Orte Montpelier und Barre verband.

## Geschichte
Obwohl bereits zwei Eisenbahnstrecken zwischen Montpelier und Barre verliefen, war der Beförderungsbedarf gegen Ende des 19. Jahrhunderts nicht gedeckt. Die Barre Electric Light, Power, Manufacturing, and Street Railway Company erhielt am 5. November 1892 eine Konzession zum Bau einer elektrischen Eisenbahn in Barre, mit Option einer Strecke nach Montpelier. Im November 1896 wurde der Name des Betriebs in Barre and Montpelier Traction and Power Company geändert und die Konzession erneuert. Der Bau begann 1897 und am 29. Juni 1898 wurde die Hauptstrecke eröffnet, die sich in Barre verzweigte. Die Hauptstrecke begann in Montpelier an der Kreuzung State Street/Bailey Avenue und führte durch die State Street, Main Street, Barre Street, Pioneer Street (mit Brücke über den Winooski River), River Street und entlang der Barre–Montpelier Road nach Barre, wo sie durch die Main Street bis zur Ayer Street verlief. Die Zweigstrecke in Barre begann an der Main Street/Washington Street und führte durch die Washington Street bis zur Kreuzung Camp Street. 
Eine weitere Zweigstrecke wurde in Montpelier gebaut. Sie begann an der Barre Street/Sibley Avenue und führte über Sibley Avenue, Sabin Street, Kemp Avenue und College Street bis zur Prospect Street (heute Liberty Street). Sie ging am 10. August 1898 in Betrieb. Das Netz hatte eine Gesamtlänge von 14,95 Kilometern. In Berlin etwa drei Kilometer östlich von Montpelier entstand der bahneigene Dewey Park, ein Erholungszentrum, das der Bahn zusätzliche Einnahmen brachte. Drei Linien wurden befahren:
- Montpelier State Street – Barre Street – Dewey Park – Barre, Main Street/Ayer Street (alle 60 Minuten)
- Montpelier State Street – Barre Street – Dewey Park – Barre, Washington Street/Camp Street (alle 60 Minuten)
- Montpelier State Street – Barre Street – College Street/Prospect Street (alle 30 Minuten)

Verlängerungen nach East Barre und Washington wurden geplant, jedoch nicht gebaut. Bereits ab Anfang der 1920er Jahre hatte die Bahn wirtschaftliche Schwierigkeiten. Die Konkurrenz durch Automobile, durch die Eisenbahn und ab Oktober 1927 durch eine Busgesellschaft ließ die Beförderungszahlen immer mehr absinken. Als am 3. und 4. November 1927 Vermont von einer Flutkatastrophe heimgesucht wurde, die auch die Straßenbahntrasse entlang des Winooski River einschließlich der Brücke im Zuge der Pioneer Street weitgehend zerstörte, stellte die Bahngesellschaft den Betrieb endgültig ein. Die beiden Zweigstrecken zur Washington Street in Barre und zur College Street in Montpelier waren bereits 1925 stillgelegt worden.